# Ocnophilella tetraula
Ocnophilella tetraula är en fjärilsart som beskrevs av Edward Meyrick 1926. Ocnophilella tetraula ingår i släktet Ocnophilella och familjen äkta malar. Inga underarter finns listade i Catalogue of Life.